# 桐山ゆみ
桐山 ゆみ（きりやま ゆみ、9月8日 - ）は、千葉県出身の女優。身長163cm、血液型はA型。旧芸名は新谷由美子。東宝現代劇付属養成所卒、田中事務所、オールウェーブに所属、座☆スティングという劇団を主宰、その後ケンユウオフィスに所属していた。

## 人物
- 現在[いつ?]は、ぐる〜ぷSTINGというプロデュースユニット劇団を主宰[要出典]。
- 現在[いつ?]は、桐山ゆみの名義で女優活動する傍ら、樹山梨於のペンネームで戯曲を書く[要出典]。

## 出演作品

### テレビドラマ
- 吉宗評判記　暴れん坊将軍 第117話「虎に喰われた悪い奴」（1980年6月21日、テレビ朝日）
- 右門捕物帖 第18話「老盗、木枯し源次」（1983年、NTV / ユニオン映画）
- あいつと俺 第10話「霧の町の少女 -湯布院-」（1984年、テレビ東京） ※1980年制作
- アフリカの夜
- 噂の刑事トミーとマツ(2)・第30話「トミマツ生き埋め、トミコが出ない!」（1982年9月8日）
- 大江戸捜査網（東京12チャンネル、三船プロ）
  - 「罠に落ちた女ねずみ」
  - 「死神に合った色事師」
  - 「女郎花流転・禁断の白い罠」（1982年） - お秋
  - 新大江戸捜査網 第645話「女房殺し疑惑の刃」（1984年、テレビ東京） - おかよ
- おだいじに
- かくれんぼ
- 風の行方
- ギフト
- 怖い日曜日
- ザ・ハングマンII 第11話「ヤミの談合ナマ中継」（1982年、朝日放送） - 雪路
- 新五捕物帳
- 必殺シリーズ（ABC）
  - 新必殺仕事人
    - 第19話 「主水夜長にガッカリする」（1981年） - おゆき
    - 第34話 「主水 家でほっとする」（1981年) - お町

  - 必殺仕事人III 第4話「火つけを見たのは二人のお加代」（1982年） - おかよ
  - 必殺仕事人III 第4話「火つけを見たのは二人のお加代」（1982年） - おかよ
  - 必殺仕事人IV 第34話 「主水 失神する」（1984年） - 梨江
- 太陽にほえろ!
- ちょっとマイウェイ
- 天国への階段
- 同心暁蘭之介
- 長七郎天下ご免!
- 特捜最前線
- ドリーム
- 虹色定期便（藤田柚子）
- はぐれ刑事純情派
- ビッグウイング
- 松本清張の断線（1983年、テレビ朝日）
- 水戸黄門 第11部 第4話「悪を斬る紅緒の三度笠 -山形-」（1980年、TBS） - お咲 ※新谷由美子名義

### 映画
- 完全なる飼育 香港情夜

### テレビ番組
- 笑顔がいちばん!
- クローズアップルポ
- たてながHAMA大国
- 千葉フロンティア21
- TVグラフィック42番街（アシスタント）
- 東京国際映画祭展望
- 特選ぶらり旅

### ナレーション
- アサヒビール
- 長坂町の稚児の舞
- リーガルシューズ

### 吹き替え
- アイルランド
- アンダー・サスピション
- 印象派 若きモネと巨匠たち
- ER緊急救命室シリーズ
  - シーズンXI（アンドレア・クレメント〈ジョサラ・ジナロ〉） #239
  - シーズンXIII（マヤ・テニソン〈リズ・バーネット〉） #271
- エア・マーシャル
- ガス燈
- 靴に恋して
- ザ・ソプラノズ 哀愁のマフィア
- チャンピオン 明日へのタイトルマッチ
- 夏物語
- 星に願いを
- ブラザーズ&シスターズ
- フランケンシュタイン（キャロライン・フランケンシュタイン）
- ボディ・オブ・プルーフ2 死体の証言
- 名探偵モンク3
- 名探偵モンク7
- ROME［ローマ］（カルプルニア）
- ロスト・イン・トランスレーション
- ワールド・トレード・センター

### ラジオ
- 週刊!競馬タックル

### 舞台
- ノートルダム・ド・パリ（日生劇場）
- ヴァニティーズ（ぐる〜ぷSTING）
- 結婚行進曲（中日劇場）
- 虹色サラダ（ぐる〜ぷSTING）
- ノーセックスプリーズ（劇団NLT）
- 三年三日でネコまんま（座☆スティング）
- 降る命（座☆スティング）
- Can Be（座☆スティング）
- スティング 〜ゆかいな詐欺師生活〜（座☆スティング）
- 7ストーリーズ（FOCOプロデュース）
- 眠れぬ夜の子守唄（座☆スティング）
- 守護霊奮闘記（座☆スティング）
- 春のパレード（日本オペレッタ協会）
- ジャングルジム タンク（座☆スティング）
- 忘却 〜忘れゆく者たちへ〜（座☆スティング）
- とうもろこし（座☆スティング）
- 結婚のススメ（座☆スティング）
- Le Cafe de Montmartle （NEOプロジェクト）
- ラーメン物語（NEOプロジェクト）
- クラムド キッチン（ぐる〜ぷSTING）
- 朗読 横濱夢語り
- 朝ご飯食べますか（ぐる〜ぷSTING）

### CM
- ナショナル
- 沢の鶴
- フレンドリー